# Bibijana
Bibijana je žensko osebno ime.

## Izvor imena
Ime Bibijana je različica ženskih osebnih imen: Vivijana in Živa.

## Pogostost imena
Po podatkih Statističnega urada Republike Slovenije je bilo na dan 31. decembra 2007 v Sloveniji število ženskih oseb z imenom Bibijana: 65.

## Osebni praznik
V koledarju je ime Bibijana zapisano 2. decembra (Bibijana, Vivijana, mučenka, † 2. dec. v 4. stoletju).